# Calydorea nuda
Calydorea nuda är en irisväxtart som först beskrevs av Herb., och fick sitt nu gällande namn av John Gilbert Baker. Calydorea nuda ingår i släktet Calydorea och familjen irisväxter.
Artens utbredningsområde är Uruguay. Inga underarter finns listade i Catalogue of Life.